# HN1L
HN1L‏ (Jupiter microtubule associated homolog 2) هوَ بروتين يُشَفر بواسطة جين HN1L في الإنسان.